# Плейстоу (станция метро)
«Плейстоу» (англ. Plaistow) — станция Лондонского метрополитена в одноимённом районе округа Ньюхэм в восточном Лондоне. Станция обслуживается поездами линий Хаммерсмит-энд-Сити и Дистрикт и относится к третьей транспортной зоне Лондона.
Станция была открыта в 1858 году в составе железной дороги Лондон — Тилбери — Саутэнд-он-Си. Поезда линии Дистрикт начали обслуживать станцию с 1902 года; линия Метрополитэн дотянулась до станции «Плейстоу» в 1936 году, после присоединения к линии участка Уайтчепл — Баркинг. Пригородные поезда, следующие в направлении Тилбери, перестали останавливаться на станции в 1962 году, однако, до сих пор в архитектурном облике станции хорошо заметно оформление, типичное для платформ пригородного железнодорожного сообщения Лондон — Тилбери — Саутэнд-он-Си.
Станция «Плейстоу» включает в себя три платформы: две транзитные посадочные и одну тупиковую для отстоя поездов перед отправлением обратно в центральную часть Лондона. Ещё существуют две неиспользуемые платформы, когда-то использовавшиеся пригородными поездами (сегодня пригородные поезда проезжают их без остановки).
Билетный павильон станции был построен в 1905 году и в данный момент проходит общую реконструкцию.